# Cát dầu

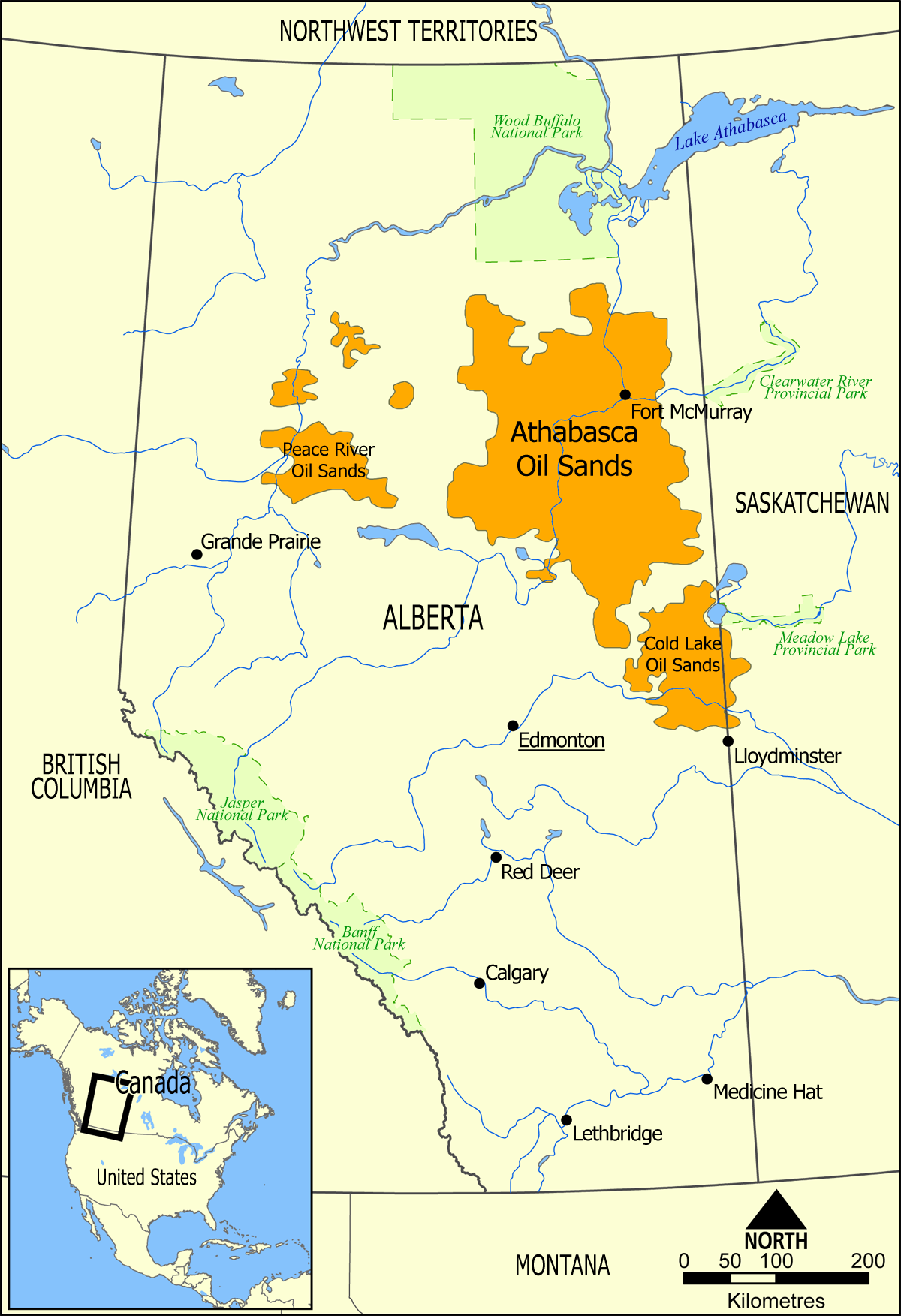
Mỏ cát dầu Athabasca ở Alberta, Canada là một mỏ cát bitum rất lớn.

Cát dầu là một loại tích tụ của bitumen. Loại cát này có mặt một cách tự nhiên ở dạng hỗn hợp của cát, đất sét, nước và là một dạng của dầu mỏ có độ nhớt và tỷ trọng rất lớn. Chúng được tìm thấy với trữ lượng lớn ở một số quốc gia trên thế giới, trong đó, trữ lượng lớn nhất được tìm thấy ở Canada và Venezuela.
Trữ lượng cát dầu mới chỉ được xem là một phần của trữ lượng dầu thế giới trong những năm gần đây, khi mà giá dầu tăng cao và công nghệ mới cho phép khai thác loại sản phẩm này có thể sinh lợi. Cát dầu thường được xem là không phải dầu truyền thống hay bitumen thô, cũng nhằm để phân biệt với loại bitumen được chiết tách từ các hỗn hợp hydrocarbon khác như dầu thô.
Để sản xuất các nhiên liệu lỏng từ cát dầu đòi hỏi một nguồn năng lượng lớn để bơm hơi nước vào và chưng cất. Quá trình này tạo ra gấp từ 2 đến 4 lần lượng khí nhà kính trên một thùng dầu so với việc sản xuất từ các sản phẩm dầu truyền thống.  Nếu đốt sản phẩm cuối cùng từ quá trình sản xuất dầu cát sẽ sinh ra từ 10 đến 45% khí nhà kính so với dầu thô truyền thống.

#### Tác dụng của Cát dầu
Cát dầu có nhiều tác dụng quan trọng trong ngành dầu khí. Dưới đây là một số tác dụng chính của cát dầu:
1. Mặt nền giếng khoan: Cát dầu được sử dụng để đặt mặt nền giếng khoan dầu. Việc đặt cát dầu xung quanh ống khoan giúp tạo một lớp bảo vệ để cố định ống và ngăn ngừa sự trào lưu của nước và bùn trong quá trình khoan.
2. Giếng cắt giảm áp suất: Trong một số trường hợp, cát dầu được sử dụng làm chất lọc trong quá trình khai thác dầu khí. Cát dầu có khả năng chặn lại các hạt bùn và những tạp chất khác trong quá trình sản xuất dầu khí, giúp giảm áp suất và tạo điều kiện thuận lợi cho quá trình khai thác.
3. Giếng cản nước: Khi khai thác dầu từ một giếng, có thể xảy ra sự xâm nhập nước vào giếng. Cát dầu được sử dụng để đặt các lớp cản nước xung quanh giếng, giúp ngăn ngừa nước xâm nhập và duy trì hiệu suất của giếng.
4. Xây dựng cấu trúc dầu khí: Cát dầu cũng được sử dụng trong việc xây dựng và bảo vệ cấu trúc dầu khí như bờ biển nhân tạo, bình chứa dầu, hệ thống cống hóa và các công trình khác.
5. Tạo nền móng: Cát dầu cũng được sử dụng để xây dựng nền móng cho những công trình dầu khí, như giàn khoan dầu, nhà máy xử lý dầu và nhà máy điện. Cát dầu có tính chất đứng tốt và độ bền cơ học cao, giúp tạo nền móng ổn định cho các cấu trúc này.
Tuy cát dầu được sử dụng chủ yếu trong ngành dầu khí, nhưng cũng có thể có những ứng dụng khác tùy thuộc vào tính chất của nó.